# بلاذر شجيري
بلاذر شجيري (الاسم العلمي: Anacardium fruticosum) هو نوع من النباتات يتبع جنس البلاذر من فصيلة البلاذرية.